# Lille hertigen

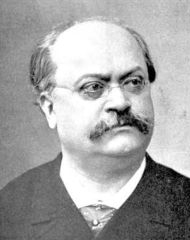
Charles Lecocq

Lille hertigen (Franska: Le Petit Duc) är en opéra comique i tre akter med musik av Charles Lecocq och libretto av Henri Meilhac och Ludovic Halévy.

## Uppförandehistorik
Operetten hade premiär på Théâtre de la Renaissance i Paris den 25 januari 1878. Den spelades där säsongerna 1879, 1881 samt 1883. Den första säsongen befäste sopranen Jeanne Graniers stjärnstatus och var en stor ekonomisk succé för teatern, som erhöll 6000 francs varje afton.
Den sattes åter upp i Paris på Théâtre Eden 1888 (med Granier och Dupuis), på Bouffes-Parisiens 1897 och på Théâtre des Variétés 1904. Operetten fortsatte att uppföras regelbundet i Frankrike fram till andra världskriget.
I London satte den upp första gången den 27 april 1878 och sedan 1881. Dess popularitet var så stor att den 1878 även sattes upp i Wien, Berlin, Prag, Bryssel, Amsterdam, Stockholm, Madrid, Turin och Budapest. I New York (och Mexiko) spelades stycket i mars 1879 med ytterligare uppsättningar i USA fram till 1896.

## Personer
| Roller                           | Stämma      | Premiärbesättning den 25 januari 1878 (Dirigent: Raoul Madier de Montjau) |
| -------------------------------- | ----------- | ------------------------------------------------------------------------- |
| Hertigen av Parthenay            | sopran      | Jeanne Granier                                                            |
| Hertiginnan Blanche av Parthenay | sopran      | Mily-Meyer                                                                |
| Diane de Château-Lansac          | mezzosopran | Marie Desclauzas                                                          |
| Frimousse                        | tenor       | Jean-François Berthelier                                                  |
| Montlandry                       | baryton     | Eugène Vauthier                                                           |
| De la Roche-Tonnerre             | sopran      | Léa d'Asco                                                                |
| De Navaille                      | tenor       | Urbain                                                                    |
| Bernard                          |             | Caliste                                                                   |
| De Monchevrier                   |             | Elim                                                                      |
| De Tanneville                    |             | Bovet                                                                     |
| De Champvallier                  |             | Hervier                                                                   |
| De Mérignac                      |             | Deberg                                                                    |
| De Nancey                        |             | Desclos                                                                   |
| De Pontgrivard                   |             | Duchosal                                                                  |
| De Champlâtre                    | sopran      | Piccolo                                                                   |
| Julien                           |             | Panseron                                                                  |
| Henri                            |             | Ribe                                                                      |
| Helene                           |             | Lasselin                                                                  |
| Gontran                          |             | Dianie                                                                    |
| Gaston                           |             | Davenay                                                                   |
| Saint Anémoine                   | mezzosopran |                                                                           |
| Hovmän, soldater, elever         |             |                                                                           |

## Handling

### Akt I
Den unge hertigen av Parthenay har blivit bortgift av sin familj med Blanche de Cambry, en ung dotter av en rik familj. De två lärarna Frimousse och Montlandry grälar. Trots att det unga paret önskar tillbringa tiden tillsammans har familjerna beslutat att de är för unga. Unga frun ska skickas iväg till en privatskola för unga adelsdamer i två år, medan den unge mannen ska bli överste för ett regemente. Han vill tillbaka till sin hustru och leder sitt regemente till den klosterskola hon vistas i.

### Akt II
Skolan leds av Diane de Château-Lansac och Frimousse undervisar flickorna. Rektorn får veta att Parthenays regemente har omringat skolan. Den lille hertigen har under tiden förklätt sig till en bondflicka och lyckas ta sig in i skolan och möta sin hustru. Men rektorn upptäcker dem och berättar för hertigen att krig har brutit ut vid gränsen. Han tvingas ge sig av med sina män och tar med sig Frimousse.

### Akt III
Hertigens regemente anländer precis i tid för att vinna slaget. När han återvänder till sitt tält får han reda på att Blanche har rymt från skolan. Som belöning tillåts han förenas med henne och de båda ger sig av till slottet i Versailles för att berätta nyheten för kungen.

## Inspelning
En inspelning av tretton musiknummer gjordes på Théâtre des Champs-Élysées i Paris 1953 med Nadine Renaux, Liliane Berton, Willy Clément, René Hérent och Freda Betti, dirigerade av Jules Gressier.